# My Name Is Rachel Corrie
My Name Is Rachel Corrie er et skuespil baseret på dagbøger og breve fra Rachel Corrie, en amerikansk fredsaktivist, der blev dræbt af en israelsk pansret bulldozer i Gazastriben i 2003, mens hun prøvede at beskytte et palæstinensisk hjem fra ulovlig nedrivning. Stykket blev redigeret og instrueret af Alan Rickman, med assistance fra The Guardians journalist Katharine Viner. Det havde premiere på Royal Court Theatre i London i 2005, og vandt adskillige britiske teaterpriser. Det er vist i en række teatre i flere lande. Skuespillet er også udgivet i bogform.